# Partizanskaja
Partizanskaja (ryska: Партиза́нская, "Partisanerna"), fram till 2005 med namnet Izmailovskij park, är en tunnelbanestation på Arbatsko–Pokrovskaja-linjen i Moskvas tunnelbana. Stationens namn är till de partisaners ära som stred mot tyskarna under andra världskriget.
Partizanskaja byggdes 1944, under andra världskriget, och har en ovanlig layout med tre spår och två plattformar. Mittenspåret var tänkt för tåg med stora folkmängder som skulle till en stadion som planerades i närheten, men denna byggdes aldrig på grund av kriget.